# فلاديسلاف زوبكوف
فلاديسلاف زوبكوف (بالروسية: Зубков, Владислав Викторович)‏ (بالأوكرانية: Владислав Вікторович Зубков)‏ هو لاعب كرة قدم أوكراني وروسي في مركز الوسط، ولد في 8 أبريل 1971 في أوديسا في أوكرانيا. لعب مع تشورنومورتس أوديسا وميتالوره زابورجيا ونادي أوديسا ونادي إيرتيش بافلودار ونادي دنيبرو دنيبروبتروفسك.

## وصلات خارجية
- فلاديسلاف زوبكوف على موقع اتحاد أوكرانيا (الإنجليزية)